# Заради цього варто жити
Заради цього варто жити (англ. Something to Live For) — американська драма режисера Джорджа Стівенса 1952 року.

## Сюжет
Актриса стає алкоголіком. Але їй допомагає член Анонімних Алкоголіків, з яким вона має справу; проте, він одружений.

## У ролях
- Джоан Фонтейн — Дженні Кері
- Рей Мілланд — Алан Міллер
- Тереза Райт — Една Міллер
- Річард Дерр — Тоні Коллінз
- Дуглас Дік — Бейкер
- Херберт Хейс — Дж. Б. Кроулі
- Гаррі Беллевер — Біллі
- Пол Валентайн — Альберт Форест